# Strada principale 15
La strada principale 15 è una strada principale della Svizzera. È un asse nord-sud e collega Thayngen a Rapperswil-Jona tra i cantoni Sciaffusa, Zurigo e San Gallo.